# Victor Hensen
Christian Andreas Victor Hensen (Slesvig, 10 de febrer de 1835 - Kiel, 5 d'abril de 1924) va ser un zoòleg alemany (planctologia). Va inventar el terme plàncton i va establir les bases per a l'oceanografia biològica.

## Biografia

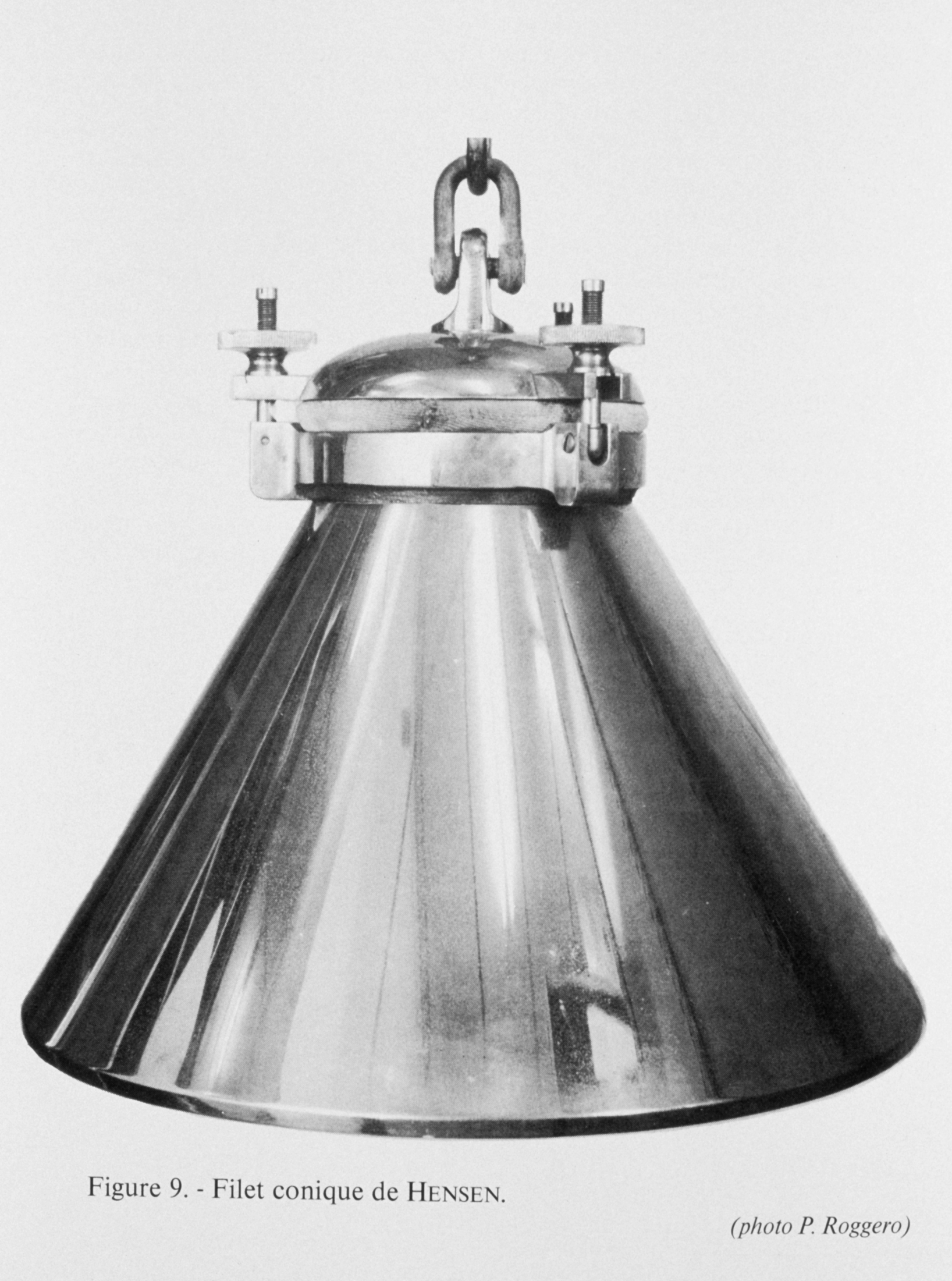
Un «Korbnetz», una de les diverses invencions de Hensen per recollir el plàncton

Hensen va néixer a la ciutat de Slesvig. Va estudiar medicina a les universitats de Würzburg (on va tenir com a professor a Rudolf Virchow), Berlín (amb el professor Johannes Peter Müller) i Kiel. El 1859, va rebre el doctorat a Kiel per una tesi sobre l'epilèpsia i les secrecions urinàries.
El 1867 es va convertir en un membre de la Cambra de Representants prussiana per impulsar estudis sobre l'oceà. Després de la seva iniciativa, va fundar la Reial Comissió Prussiana per a l'Exploració dels Oceans.
Des de 1871 fins a 1891, Hensen va ser professor de fisiologia a Kiel. Durant aquest temps, va ser cap de cinc expedicions biològiques marines als mars Bàltica i Nord, així com a l'oceà Atlàntic.
Hensen també va treballar en embriologia i anatomia. Va descobrir una estructura a l'oïda, el conducte Hensen (també conegut con ductus reuniens, canal de Henson, cèl·lules de Hensen o la franja de Hensen) i una estructura essencial per al desenvolupament de les aus, el nòdul de Hensen i la línia de Hensen.

## Abreviatura (botànica)
L'abreviatura Hensen s'utilitza per indicar a Victor Hensen com a autoritat en la descripció i classificació científica dels vegetals.

## Eponímia
El RV VICTOR HENSEN és un vaixell d'investigació nomenat en el seu honor.

## Obres
- Zur Morphologie der Schnecke des Menschen und der Säugethiere (1863)
- Ueber die Befischung der deutschen Küsten, Wiegandt, Hempel und Parey, Berlin (1874)
- Die Plankton-Expedition und Haeckels Darwinismus. Ueber einige Aufgaben und Ziele der beschreibenden Naturwissenschaften, Lipsius und Tischer, Kiel (1891)
- Ergebnisse der Plankton-Expedition der Humboldt-Stiftung, 5 v. Lipsius & Tischer, Kiel & Leipzig 1992–1912 (ed.)

- Nordisches Plankton (8 v.) Lipsius und Tischer, Kiel und Leipzig 1901–1942. Ed. Karl Brandt) -- Nordic plankton (com a editor)